# Conjetura abc

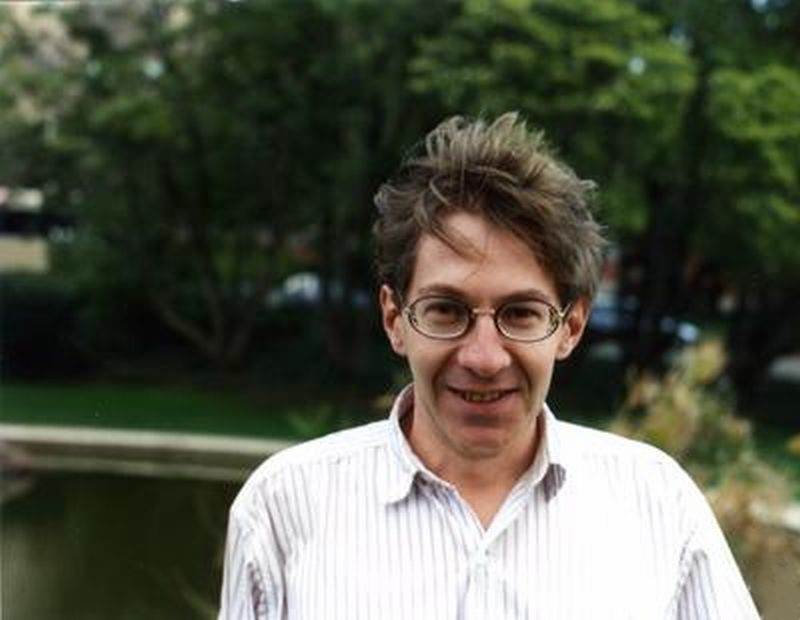
Joseph Oesterlé, Berkeley 1989.

En teoría de números, la conjetura abc fue formulada por primera vez por Joseph Oesterlé y David Masser en el año 1985.
Expone que, para cualquier {\displaystyle \varepsilon >0} existe una constante {\displaystyle C_{\varepsilon }>0\,}, tal que para cada tripleta de números coprimos positivos a, b y c que satisfagan {\displaystyle a+b=c\,}, tenemos que:
{\displaystyle c<C_{\varepsilon }\operatorname {rad} (abc)^{1+\epsilon },}
donde rad(n) (el radical de n) es el producto de los distintos números primos divisores de n.
En 2012 Shinichi Mochizuki propuso una demostración de más de 500 páginas, que fue desmentida en 2018 por otros matemáticos.
Una más precisa formulación propuesta en 1996 por Alan Baker afirma que en la desigualdad, se puede reemplazar rad(abc) por ε−ωrad(abc), donde ω es el número total de primos distintos que dividen a a, b o c.
Una conjetura relacionada, formulada por Andrew Granville, afirma que en el lado derecho de la inecuación podríamos escribir O(rad(abc) Θ(rad(abc)) donde Θ(n) es el número de enteros hasta n divisibles solo por primos que dividen a n.

## Resultados parciales
1986, C.L. Stewart y R. Tijdeman:
{\displaystyle c<\exp {(C_{1}\operatorname {rad} (abc)^{15})},}
1991, C.L. Stewart y Kunrui Yu:
{\displaystyle c<\exp {(C_{2}\operatorname {rad} (abc)^{2/3+\epsilon })},}
1996, C.L. Stewart y Kunrui Yu:
{\displaystyle c<\exp {(C_{3}\operatorname {rad} (abc)^{1/3+\epsilon })},}
Donde {\displaystyle C_{1}\,} es una constante absoluta, {\displaystyle C_{2}\,} y {\displaystyle C_{3}\,} son constantes positivas computables en función de {\displaystyle \epsilon \,}.